# Robert de Thourotte
|  | Per a altres significats, vegeu «Thourotte». |

Robert de Thourotte també anomenat Robert de Thorete o Robert de Langres (nascut ? - mort a Fosses-la-Ville, 1246) fou bisbe de Langres de 1232 a 1240 i príncep-bisbe del Principat de Lieja de 1240 a 1246. Mai no va rebre la regalia com que l'emperador Conrad IV era excomunicat.
Les notícies del seu episcopat són escasses. Segons l'hisoriador Fabritius (1792): «va macular el seu govern en despullar les esglésies de Lieja i imposar el clergat per a poder conquerir el bisbat de Reims i comprar vots. Hom diu que era son germà, el governador de Xampanya li va incitar a fer-lo. Quan aquesta temptativa va fracassar, va ocupar-se de la gestió del seu bisbat.»
Va consagrar l'altar dedicat a la Mare de Déu a Tongeren (1242), de Santa Caterina a l'església dels Dominicans a Lieja. El 1245 va participar en el primer concili de Lió. És conegut per què va instaurar la celebració de la festa de Corpus Christi a la seva diòcesi, promulgada per Juliana de Cornillon que el 1312 va esdevenir una festa compulsori dins l'església catòlica.
Va morir el 1246 al seu castell a Fosses-la-Ville. «Després de la seva mort, la seu del bisbat va ser vacant durant gairebé un any com que hi havia dotze candidats, tots fills de comtes.»